# Viticoltura in Australia
La viticoltura in Australia si afferma a partire dalla fine del XVIII secolo. Al giorno d'oggi ci sono oltre 2000 produttori ed il vino australiano è esportato in molti paesi europei, compresa la Francia, l'Italia e la Germania.

## Storia

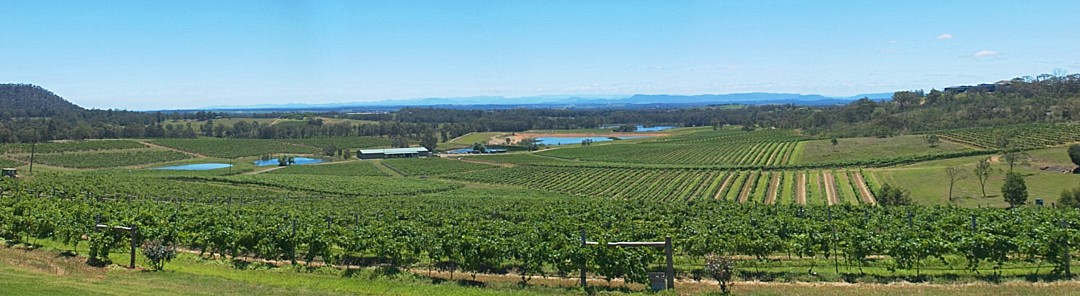
Vigneto Audrey Wilkinson nella Hunter Valley

Indice dei prezzi al consumo del vino in Australia dal 1980

Le talee di vite del Capo di Buona Speranza furono portate nella colonia penale del Nuovo Galles del Sud dal governatore Phillip sulla First Fleet (1788). Il vino prodotto da queste viti era inizialmente per uso domestico.
Un tentativo di vinificazione da queste prime viti fallì, ma con perseveranza, altri coloni riuscirono a coltivare con successo viti per la vinificazione e il vino prodotto in Australia era disponibile per la vendita nazionale entro il 1820. Nel 1822 Gregory Blaxland divenne la prima persona a esportare vino australiano e fu il primo produttore di vino a vincere un premio all'estero. Nel 1830 furono stabiliti vigneti nella Hunter Valley. Nel 1833 James Busby tornò dalla Francia e dalla Spagna con una seria selezione di varietà di uva tra cui la maggior parte delle uve francesi classiche e una buona selezione di uve per la produzione di vino fortificato.
Il vino delle Adelaide Hills fu inviato alla regina Vittoria nel 1844, ma non ci sono prove che ne abbia fatto un ordine. La produzione e la qualità del vino australiano migliorarono notevolmente con l'arrivo di coloni liberi da varie parti d'Europa, che usarono le loro competenze e conoscenze per stabilire alcune delle principali regioni vinicole australiane. Ad esempio, gli emigranti dalla Prussia a metà degli anni 1850 furono importanti nello stabilire la Barossa Valley del South Australia come regione vinicola. In scala minore, anche i viticoltori svizzeri contribuirono a stabilire la regione vinicola di Geelong a Victoria nel 1842.
Nel 1853, l'Australia aveva meno di seicento ettari di uva, con solo una parte utilizzata per la vinificazione.
I primi viticoltori australiani affrontarono molte difficoltà, in particolare a causa del clima australiano non familiare. Ma poiché è anche caldo, secco e mediterraneo nel complesso, rendendo l'Australia ideale per la produzione di vino, alla fine ottennero un notevole successo. "All'Esposizione di Vienna del 1873 i giudici francesi, degustando alla cieca, elogiarono alcuni vini del Victoria, ma si ritirarono per protesta quando fu rivelata la provenienza del vino, sulla base del fatto che i vini di quella qualità dovevano essere chiaramente francesi". I vini australiani continuarono a vincere grandi riconoscimenti nelle competizioni francesi. Un Syrah vittoriano (chiamato anche Shiraz) in competizione all'Esposizione di Parigi del 1878 fu paragonato a Château Margaux e "il suo sapore completò la sua trinità di perfezione". Un vino australiano vinse una medaglia d'oro "di prima classe" all'Esposizione Internazionale di Bordeaux del 1882 e un altro vinse una medaglia d'oro "contro il mondo" all'Esposizione Internazionale di Parigi del 1889.

## Vitigni
Non ci sono vitigni autoctoni. 

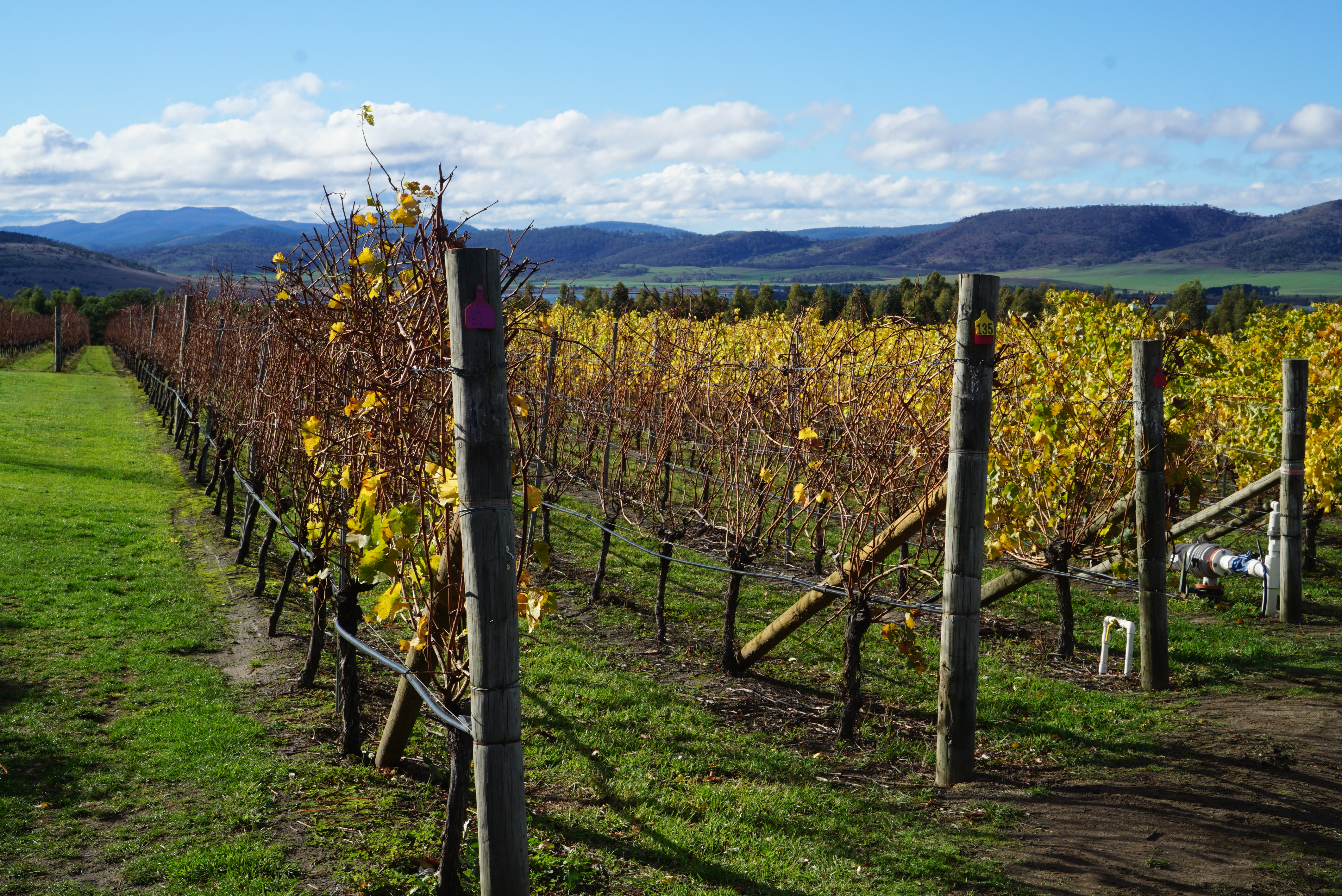
Un vigneto in Tasmania

La Vitis vinifera fu introdotta dall'Europa e dal Sud Africa tra la fine del XVIII secolo e l'inizio del XIX. 
Alcune varietà allevate sono state ottenute incrociando vitigni di altre nazioni per esempio il vitigno rosso Cienna deriva dall'incrocio fra il Sumoll e il Cabernet Sauvignon mentre il vitigno rosso Tarrango  è un incrocio fra il portoghese Touriga Nacional e l'Uva Sultanina.

## Produzione
Il vino più famoso dell'Australia è il Penfolds Grange. La grande annata del 1955 è stata sottoposta a concorsi a partire dal 1962 e nel corso degli anni ha vinto più di 50 medaglie d'oro. L'annata del 1971 ha vinto il primo premio nella categoria Syrah/Shiraz alle Olimpiadi del vino di Parigi. L'annata del 1990 è stata nominata "Vino rosso dell'anno" dalla rivista Wine Spectator nel 1995, che in seguito ha valutato l'annata del 1998 con 99 punti su un massimo di 100. Il critico enologico Hugh Johnson ha definito Grange l'unico First Growth dell'emisfero australe. L'influente critico enologico Robert Parker, noto per il suo amore per i vini di Bordeaux, ha scritto che Grange "ha sostituito il Pétrus di Bordeaux come il vino più esotico e concentrato al mondo".

## Regioni vinicole

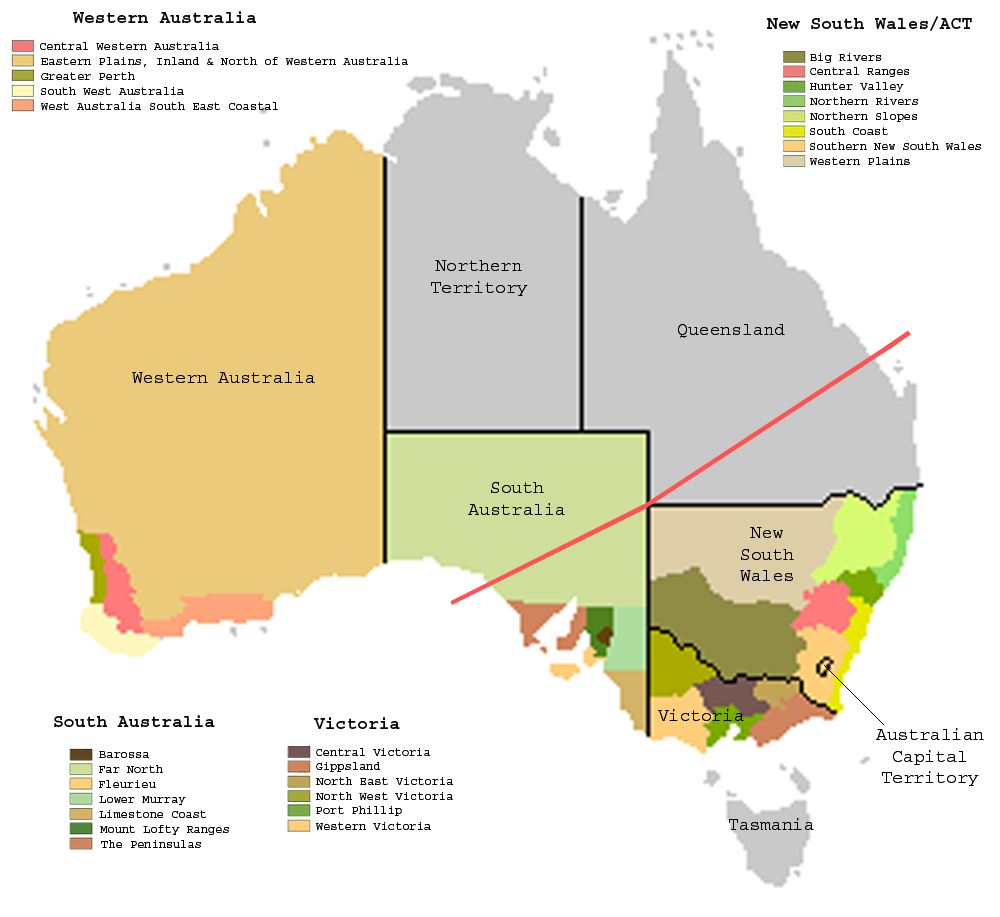
Zone per etichettare l'origine del vino australiano

Le informazioni incluse sulle etichette dei vini sono strettamente regolamentate. Un aspetto di questo è che l'etichetta non deve riportare dichiarazioni false o fuorvianti sulla provenienza delle uve. Molti nomi (chiamati indicazioni geografiche) sono protetti. Questi sono divisi in "Australia sud-orientale", i nomi degli stati, le zone (mostrate nella mappa), le regioni e le sottoregioni. Il volume più grande di vino è prodotto da uve coltivate nelle zone a clima caldo del bacino Murray-Darling di Lower Murray, North Western Victoria e Big Rivers. In generale, i vini premium di valore più elevato sono realizzati in regioni più piccole e con climi più freddi.

## Esportazioni
Il mercato australiano delle esportazioni di vino valeva 2,8 miliardi di dollari australiani (A$) all'anno nel giugno 2007, con una crescita del 9% annuo. Di questi, circa 2 miliardi di A$ sono rappresentati dal Nord America e dal Regno Unito. Le statistiche del 2007 per il mercato nordamericano mostrano che il vino australiano rappresentava una quota del 17% del valore totale del vino importato dagli Stati Uniti, dietro la Francia con il 31% e l'Italia con il 28%.
Le nuove strategie di marketing sviluppate per il mercato chiave del Regno Unito hanno incoraggiato i clienti a esplorare i marchi australiani premium mantenendo al contempo le vendite dei marchi ad alto volume con margini più bassi, a seguito di una ricerca che indicava che una cena celebrativa aveva maggiori probabilità di essere accompagnata da un vino francese inferiore rispetto a un vino australiano premium.